# Cantone di Plestin-les-Grèves
Il Cantone di Plestin-les-Grèves è una divisione amministrativa dell'Arrondissement di Lannion.
A seguito della riforma approvata con decreto del 13 febbraio 2014, che ha avuto attuazione dopo le elezioni dipartimentali del 2015, è passato da 9 a 17 comuni.

## Composizione
I 9 comuni facenti parte prima della riforma del 2014 erano:
- Lanvellec
- Plestin-les-Grèves
- Ploumilliau
- Plouzélambre
- Plufur
- Saint-Michel-en-Grève
- Trédrez-Locquémeau
- Tréduder
- Trémel

Dal 2015 i comuni appartenenti al cantone sono i seguenti 17:
- Lanvellec
- Loguivy-Plougras
- Plestin-les-Grèves
- Plouaret
- Ploubezre
- Plougras
- Ploumilliau
- Plounérin
- Plounévez-Moëdec
- Plouzélambre
- Plufur
- Saint-Michel-en-Grève
- Trédrez-Locquémeau
- Tréduder
- Trégrom
- Trémel
- Le Vieux-Marché